# Fuente de la Piedra Escrita

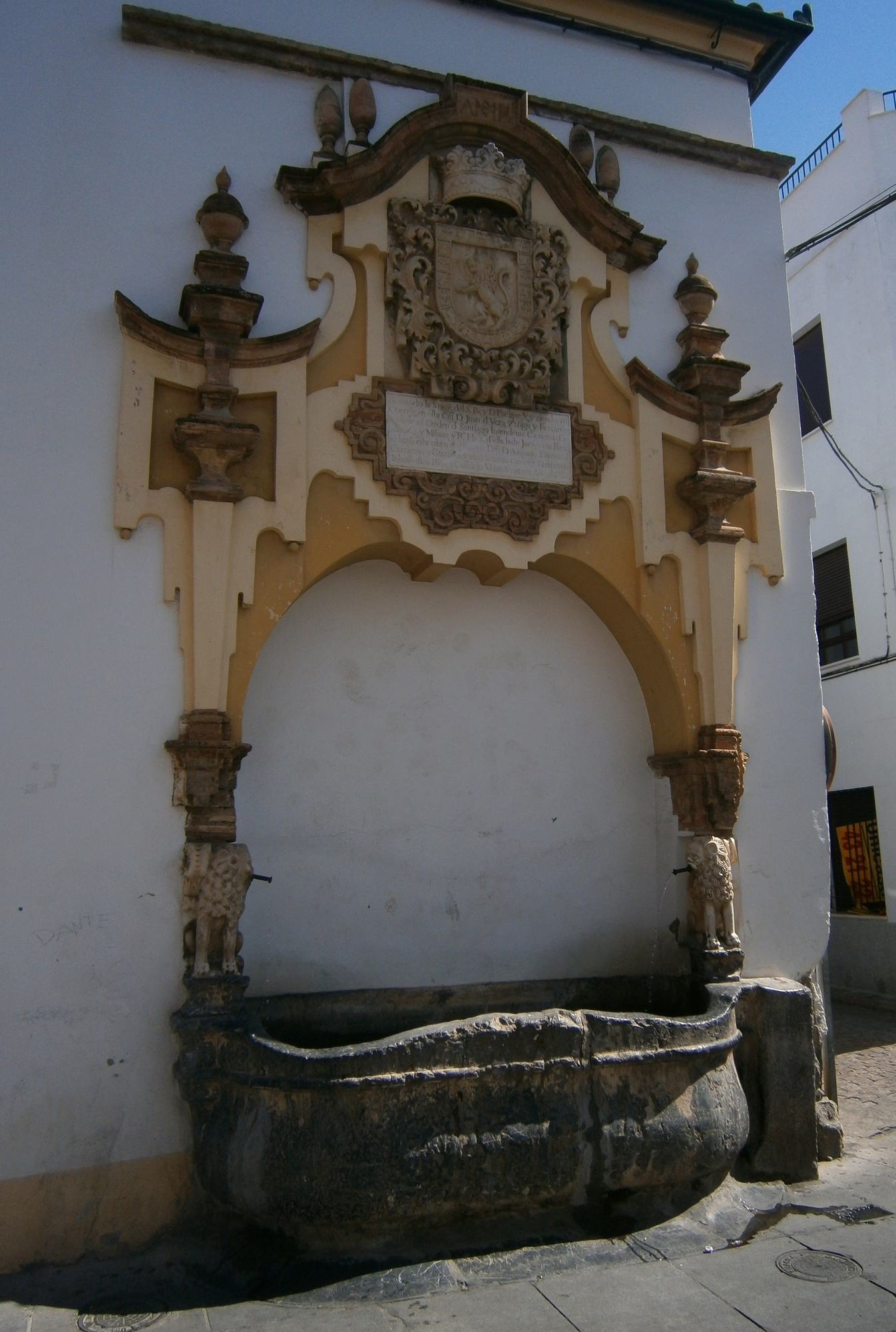
Fuente de la Piedra Escrita.

La fuente de la Piedra Escrita es una fuente barroca del año 1724 en la ciudad de Córdoba (España), emplazada en la confluencia de las calles Moriscos y Costanillas esquina con Cárcamo.
Esta fuente es una de las más artísticas de Córdoba y recuerda con su frontis un retablo barroco, de cuyas repisas laterales arrancan sendos estípites que sostienen el arco quebrado, placas recortadas y el frontón abierto que los remata, bajo un escudo de Córdoba.
El agua, que se vierte a un pilón de piedra azul, mana de la boca de dos pequeños leones. Antaño se conoció a uno como el "Caño Bueno" por su agua procedente de la Fuensantilla mientras que el otro, abastecido por la Aguas Potables, era conocido como el "Caño Malo". El león de la izquierda, que se hallaba en muy mal estado, fue remodelado en 1982 por Rafael García Rueda.
Existen dos versiones sobre el origen de su nombre, una lo atribuye a la inscripción que recuerda su construcción en 1724 por el corregidor Vega y Zúñiga y otra, sostenida entre otros por Teodomiro Ramírez de Arellano, dice que el nombre obedece a una piedra de origen romano que existió sobre el arco.
La inscripción de la fuente reza:

Reinando la magestad del S. Rey D. Phelipe V y siendo su corregidor en esta ciudad D. Juan de Vera Zúñiga y Faxardo, cavallero de el Orden de Santiago, Intendente General de lo Civil y Militar y Real Hazienda della la de Jaén y sus Reinos se hizo esta obra el que fueron Dip. D. Antonio Dimas de Cárdenas y Guzmán cavallero de la misma Orden y D. Antonio Toboso de los Ríos y Castillejo Veinticuatros. Año de 1721.

Antonio Gala la cita en su novela Las afueras de Dios.